# عثمان أولن
عثمان‌ أولن هي قرية في مقاطعة شاهين دج، إيران. يقدر عدد سكانها بـ 59 نسمة بحسب إحصاء 2016.